# Palais de la culture et des congrès de Lucerne
Pour les articles homonymes, voir KKL.
Le palais de la culture et des congrès (Kultur- und Kongresszentrum Luzern en allemand, abrégé en KKL) est un édifice culturel  multifonctionnel, construit à Lucerne selon les plans de Jean Nouvel. Doté d'une salle de concert à l'acoustique considérée comme exceptionnelle, le KKL programme des concerts de qualité.
Situé en Suisse au bord du lac des Quatre-Cantons, en pleine ville de Lucerne, le bâtiment offre une vue grandiose sur la ville.
Le KKL a été construit en 1998 par l'architecte Jean Nouvel.

## Conception du bâtiment
En raison de la situation exceptionnelle sur la place de l’Europe, en bordure du lac des Quatre-Cantons, l’architecte a joué de la relation avec l’eau, la faisant à la fois pénétrer dans le bâtiment, et la surplombant, avec un toit de 116 x 107 m, à 21 m de haut et un porte-à-faux record de 45 m. Si le projet initial était de construire une salle en forme de bateau se dirigeant vers le lac, cela n’a pas été possible pour des raisons écologiques et urbanistiques. L’architecte a donc intégré l’eau à l’architecture : « Si je ne peux pas aller à l’eau, l’eau doit venir à moi. » Ainsi, trois entités, tels des navires sur un chantier naval, reposent sur un bassin qui communique avec le bassin extérieur, lui-même relié à la fontaine et au lac. L’une accueille la salle de concert, parfaitement isolée et entièrement recouverte de bois, l’autre la salle polyvalente de Lucerne, et la dernière le Centre de Conventions, le musée d’art de Lucerne, les salles de conférences et l’administration, toutes réunies sous un même toit où se reflètent les eaux du lac.
On y trouve en outre de nombreux établissements gastronomiques (restaurant RED, World Café, Seebar (c’est-à-dire « bar du lac »), Waterfront et Crystal Lounge).
L’architecture du KKL concentre la philosophie du projet : dans une volonté de décloisonnement des frontières artistiques, sous un seul toit, se programment les manifestations les plus diverses qui englobent les domaines de la culture, des congrès et de la gastronomie.

## Coût
Les coûts de constructions du KKL de Lucerne se sont montés à 226,5 millions de francs suisses (garage souterrain inclus). Cette maison au bord du lac des Quatre-Cantons a été financée par un partenariat public-privé ; c'est la réunion de collectivités publiques et d'investisseurs privés qui rendit possible la construction du nouveau Centre de culture et de congrès de Lucerne.

## Salle de concert[2]
Pouvant accueillir jusqu'à 1898 spectateurs assis, la salle de concerts est réputée pour être une des meilleures salles pour les concerts classiques. Les aménagements intérieurs, aussi bien visuels que techniques ont influencé[réf. nécessaire] la salle de concerts de Dortmund qui a été ouverte en 2002. L’acousticien Russell Johnson, en collaboration avec Jean Nouvel, a créé une salle de concerts de première classe. La caisse de résonance en forme de coque de bateau dispose entre autres de chambres de son et d’écho réglables électriquement et de reliefs en plâtre façonnés spécialement. Cette configuration variable rend possible un réglage conforme aux exigences spécifiques des différentes musiques jouées. L’isolation de la caisse de résonance, particulièrement élaborée, possède des entrées conçues à la façon d’une écluse. À l’intérieur, le silence est perceptible presque physiquement. Cette acoustique exceptionnelle se destine en premier chef à la musique classique qui domine dans la programmation des concerts. Pendant plusieurs semaines en été, le palais est exclusivement requis pour les concerts classiques du festival de Lucerne offrant une programmation de haut niveau avec les meilleurs orchestres philharmoniques du monde. Hormis le répertoire classique, on peut entendre au cours de l’année un programme diversifié joignant le gospel et le blues.

## Particularités
De par leur forme, hauteur et perspective, les fenêtres sont devenues des sujets de carte postale. La terrasse sous le toit colossal offre une vue magnifique sur la baie lacustre et les montagnes toutes proches.

## Accès
Le KKL se situe à proximité de la gare ferroviaire de Lucerne, dont la rénovation a été confiée à Santiago Calatrava en 1991, et du débarcadère de la compagnie de navigation sur le lac des Quatre-Cantons.

## Galerie

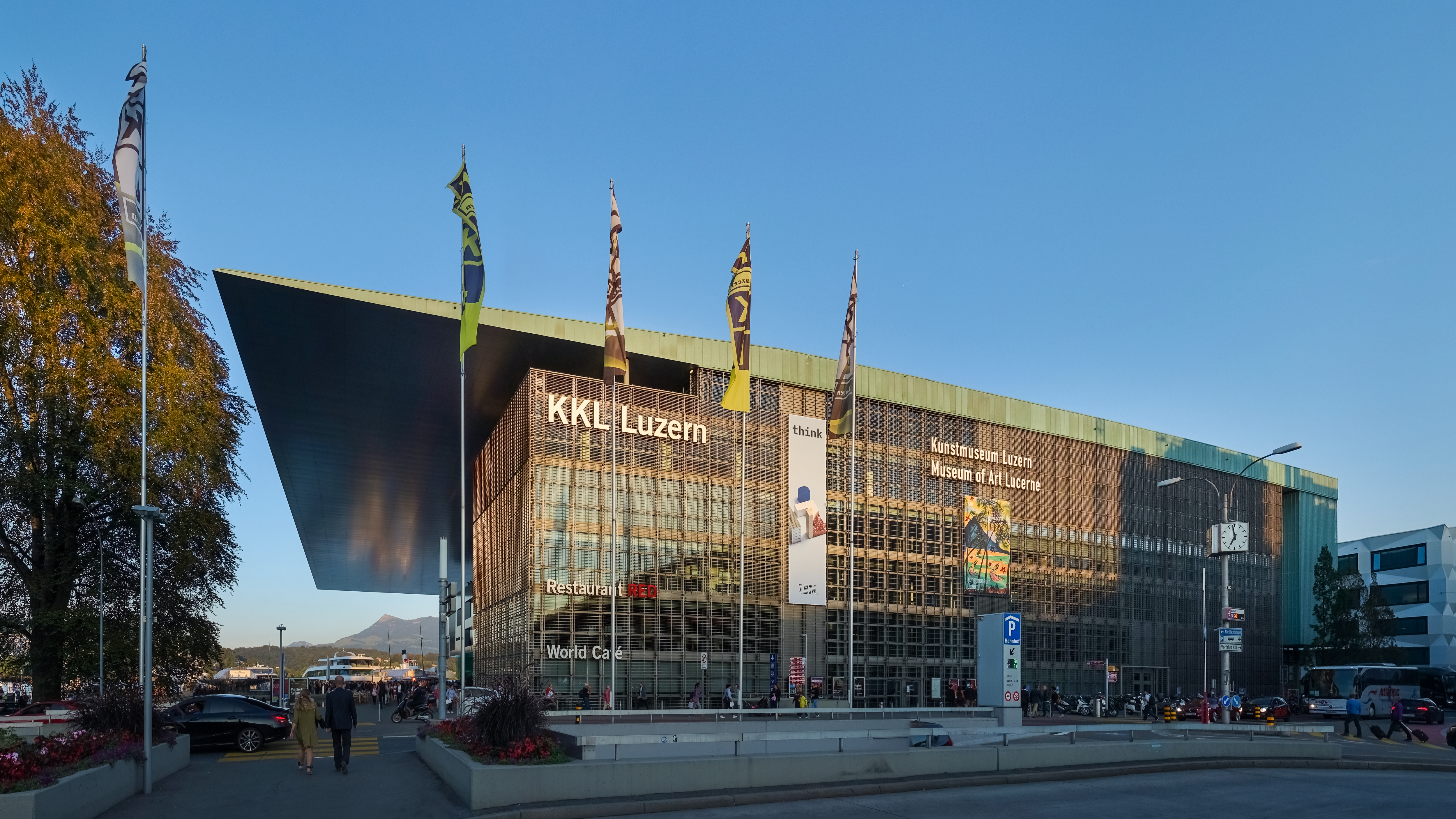
Vue de l'entrée du KKL
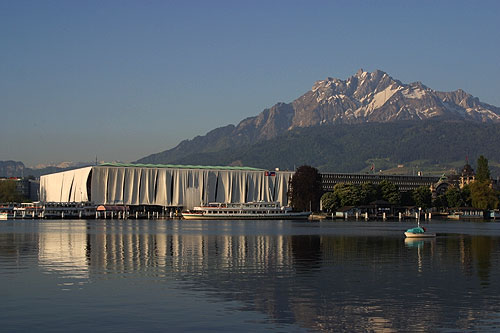
Le KKL drapé et le Pilatus en arrière-plan

## Critique architecturale et discussion
- (de) Peter Neitzke, « Messer, Klingen, Fallbeile », Frankfurter Rundschau,‎ 15 octobre 2003 (lire en ligne, consulté le 29 juillet 2016).
- (de) Roland Scherer, « =Multiplikatoreneffekte in Luzern : Roland Scherer im Gespräch mit Jörg Seifert », dans Raimund Blödt, Frid Bühler, Faruk Murat, Jörg Seifert, Beyond Metropolis : Eine Auseinandersetzung mit der verstädterten Landschaft, Sulgen/Zürich, Niggli Verlag, 2006 (ISBN 3-7212-0583-9).
- (de) Roman Hollenstein, « Architektur als Mutter aller Künste : Gesamteröffnung des Kunst- und Kongresszentrums Luzern », Neue Zürcher Zeitung,‎ 25 mars 2000
- (de) Thomas Delekat, « Türenschlagen für den Musik-Genuß. Diktat der Akustiker, Triumph der Akustiker : Jean Nouvels und Russell Johnsons neuer Konzertsaal der Musikfestspiele Luzern », Die Welt,‎ 21 août 1998